# Patricia Bottale
 Patricia Bottale (Rosario, 28 juny), és una escriptora, historiadora, docent i conferenciant argentina.
Filla de Maria Tarsitano i Alberto Bottale. Va estudiar el doctorat d'història a la Universitat Catòlica de Rosario. Treballa com a escriptora de narrativa, poesia, assaigs i més és directora del taller literari Paraules a Bord a l'Argentina i Uruguai. També dona cursos de redacció tant a Rosario com a Buenos Aires.

## Llibres
- 2005, Cati Tarsitano... una artista
- Un lugar para Francisco
- 2007, Botellas en el Agua I
- 2008,  Botellas en el agua II
- 2009, Botellas en el agua III
- 2010, Botellas en el agua IV
- 2011, Botellas en el agua V
- Costa Bouchard
- 2009, Todas
- 2015, Pura Sangre
- 2017, El otro espejo
- 2018, La voz
- 2020,  Sin rouge
- 2023, Una cruz entre los dos